# 155
Вижте пояснителната страница за други значения на 155.
155 (сто петдесет и пета) година по юлианския календар е невисокосна година, започваща във вторник. Това е 155-а година от новата ера, 155-а година от първото хилядолетие, 55-а година от 2 век, 5-а година от 6-о десетилетие на 2 век, 6-а година от 150-те години. В Рим е наричана Година на консулството на Север и Руфин (или по-рядко – 908 Ab urbe condita, „908-а година от основаването на града“).

## Събития
- Консули в Рим са Гай Юлий Север и Марк Руфин Сабиниан.
- Аникет наследява Пий I като римски папа (155 – 166)